# Carlos Bulosan
Carlos Bulosan (Binalonan, 24 november 1914 - Seattle, 11 september, 1956) was een Filipijns schrijver en dichter. Bulosan behoort tot een klein groepje Filipijnse schrijvers dat ook buiten de Filipijnen bekendheid verwierf.

## Biografie
Carlos Bulosan werd geboren op 24 november 1914 in Binalonan in de Filipijnse provincie Pangasinan. Hij was het vijfde van acht kinderen van een arm koppel. Bulosan emigreerde in 1931 naar de Verenigde Staten, waar hij in eerste instantie werkte als arbeider in visconservenfabrieken in Alaska. 
Tijdens de Tweede Wereldoorlog publiceerde de The New Yorker een kort humoristisch verhaal van zijn hand over de belevenissen van zijn fictieve vader in een Filipijnse barrio (wijk). Dit eerste verhaal sprak de Amerikaanse lezers aan en nadien schreef hij een hele reeks verhalen in The New Yorker en later ook in andere tijdschriften, met dit thema. Een selectie van 48 verhalen werd in 1944 gepubliceerd in een boek onder de naam The Laughter of my Father. De verhalenbundel werd vertaald in het Italiaans, Zweeds en Deens
In 1946 publiceerde Bulusan een autobiografie met de titel America is in the Hearth. Dit boek beschrijft het harde leven van Bulosan in de Verenigde Staten en contrasteert in die zin nogal met Laughter of my Father.
Behalve deze twee meeste bekende werken werd nog meer werk, veelal gedichten, van Bulosan gepubliceerd: Letter from America (1942), Chorus from America (1942), The Dark People (1943), The Voice of Bataan (1943). Over zijn dichtkunsten waren critici niet onverdeeld positief. Postuum werden nog The Sound of Falling Light (1960) en The Philippines is in the Heart (1978) uitgebracht.
Bulosan overleed in 1956 in de Amerikaanse stad Seattle.